# Artemis 2
Ten artykuł dotyczy przyszłego wydarzenia. Informacje w nim zawarte mogą się zmienić wraz z pojawieniem się nowych faktów, a początkowe doniesienia mogą być niepewne. Ostatnie aktualizacje tego artykułu mogą nie odzwierciedlać najbardziej aktualnych informacji.

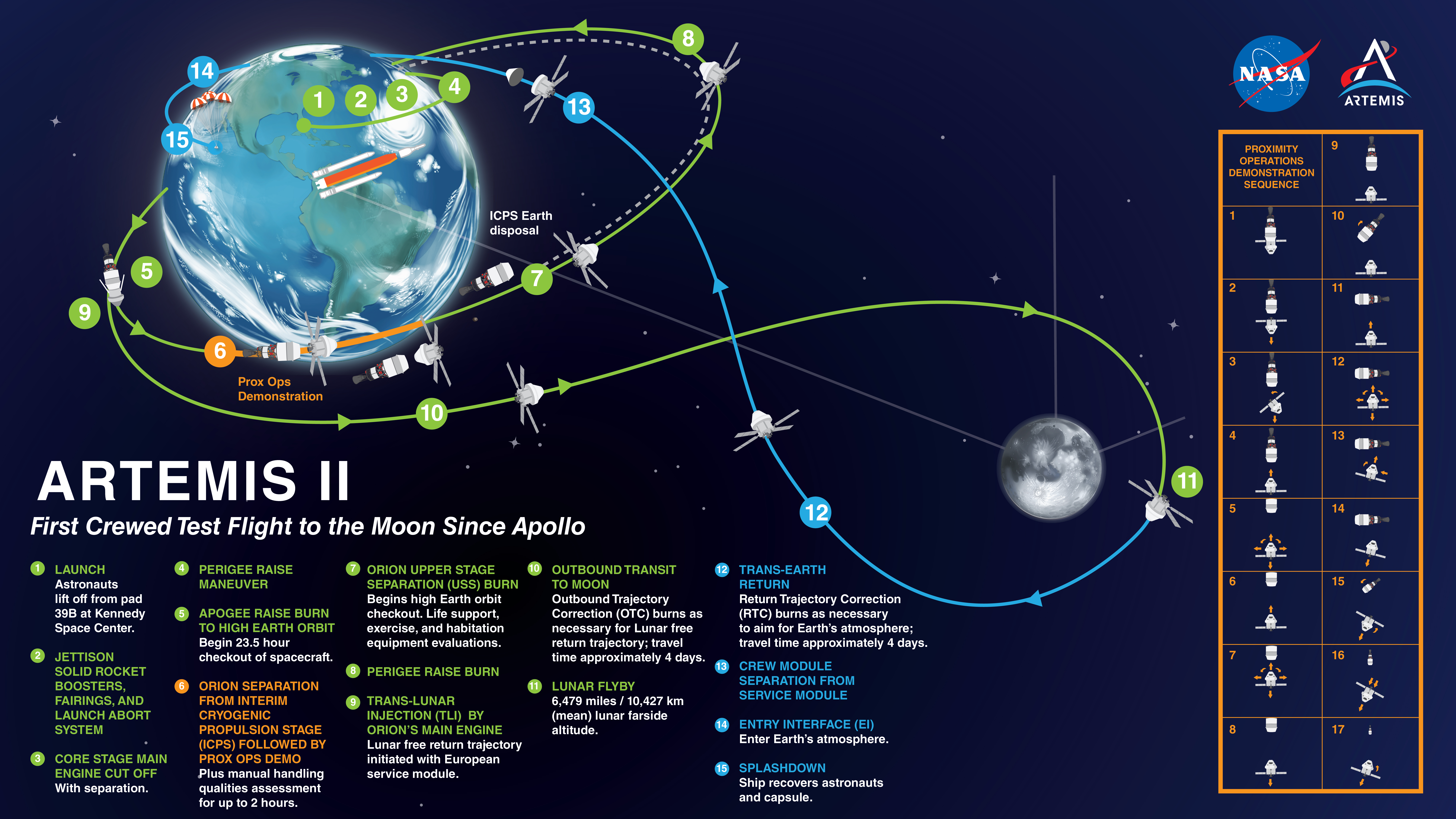
Plan misji

Artemis 2 (oficjalnie Artemis II) – zaplanowana misja w ramach prowadzonego przez NASA programu Artemis. Wykorzysta ona drugi start rakiety Space Launch System i obejmie pierwszą załogową misję statku kosmicznego Orion. Misja zostanie zrealizowana nie wcześniej niż w lutym 2026 roku. Czterech astronautów wykona przelot obok Księżyca i powróci na Ziemię, stając się pierwszą załogą podróżującą poza niską orbitę okołoziemską od czasu misji Apollo 17 w 1972 roku. Artemis 2 będzie pierwszym załogowym startem NASA z platformy LC-39B, Kompleksu Startowego 39 w Centrum Kosmicznym Johna F. Kennedy’ego od czasu misji STS-116, która wystartowała w 2006 roku.
Pierwotnie misja została nazwana Exploration Mission-2 (EM-2), wtedy też jej celem było zebranie próbek z asteroidy umieszczonej na orbicie okołoksiężycowej przez anulowaną misję Asteroid Redirect Mission. Misja została przemianowana po ogłoszeniu programu Artemis.

## Plan misji
Plan misji Artemis 2 zakłada wysłanie czterech astronautów w pierwszym załogowym locie statku kosmicznego Orion na księżycowy przelot trwający maksymalnie 21 dni przy użyciu rakiety SLS. W czasie trwania misji załoga będzie wykonywała kontrole systemów podtrzymywania życia.

### Łączność optyczna
Artemis 2 przetestuje i zademonstruje komunikację optyczną przy użyciu pokładowego systemu komunikacji optycznej Orion Artemis II Optical Communications System (O2O). Sprzęt O2O zostanie zintegrowany ze statkiem Orion i zostanie on wyposażony w moduł optyczny (100-milimetrowy teleskop i dwa gimbale), modem i elektronikę sterującą. O2O będzie komunikować się ze stacjami naziemnymi w Kalifornii i Nowym Meksyku. O2O będzie wysyłać dane na Ziemię z prędkością do 260 megabitów na sekundę.

## Data startu
W 2023 roku start planowany był na listopad 2024, mimo że w 2011 r. planowano start między 2019 a 2021. 9 stycznia 2024 administrator NASA, Bill Nelson poinformował, że start nie nastąpi wcześniej, niż we wrześniu 2025. 5 grudnia 2024 ogłoszono przełożenie startu na kwiecień 2026. W marcu 2025 przyspieszono termin startu o dwa miesiące - z kwietnia 2026 na luty 2026.

## Załoga
Załoga misji Artemis II została ogłoszona przez NASA 3 kwietnia 2023.
| Pozycja             | Astronauta            |
| ------------------- | --------------------- |
| Dowódca             | Gregory Wiseman, NASA |
| Pilot               | Victor Glover, NASA   |
| Specjalista ładunku | Christina Koch, NASA  |
| Specjalista misji   | Jeremy Hansen, CSA    |

Załogę Artemis 2 stanowić będzie czterech astronautów: dowódca Gregory Wiseman, pilot Victor Glover, specjalista ładunku Christina Koch oraz specjalista misji Jeremy Hansen.
Victor Glover będzie pierwszym ciemnoskórym, Christina Koch pierwszą kobietą, a Jeremy Hansen pierwszym nie-amerykaninem, którzy wylecą poza niską orbitę okołoziemską. Jeremy Hansen jest Kanadyjczykiem i został przydzielony do misji przez Kanadyjską Agencję Kosmiczną.

## Podobne misje
W grudniu 1968 r. misja Apollo 8, której załogę stanowili astronauci Frank Borman, Jim Lovell i William Anders, wyniosła moduł dowodzenia i moduł serwisowy poza niską orbitę okołoziemską i wykonała dziesięć okrążeń Księżyca. Podobnie jak planowana misja Artemis 2, była ona załogowa i nie wylądowała na powierzchni Księżyca. Apollo 13 z 1970 roku była jedyną misją programu Apollo, która przeleciała obok Księżyca po trajektorii swobodnego powrotu.